# Torre della Muda
La torre dei Gualandi, chiamata anche come Torre della Muda, era un'antica torre medievale di Pisa, oggi inglobata del palazzo dell'Orologio. È nota poiché è stata il luogo in cui furono imprigionati e lasciati morire di fame il conte Ugolino della Gherardesca insieme ai suoi figli e nipoti.

## Storia
Il nome "della Muda" deriva dal fatto che, in passato, qui venivano rinchiuse le aquile allevate dal comune di Pisa durante il periodo della muta delle penne.
L'episodio della morte del conte Ugolino della Gherardesca, in questa torre, fu citato da Dante Alighieri nel XXXIII canto dell'Inferno. Dopo i drammatici fatti di Ugolino, ben noti all'epoca anche prima che venissero citati da Dante, essendo il conte un personaggio conosciuto e di grande peso politico, la torre venne soprannominata "della Fame".
La torre si trovava in piazza delle Sette Vie, ora piazza dei Cavalieri di Santo Stefano, e fu inglobata nel palazzo dell'Orologio, dove risiedeva il capitano del popolo almeno dal 1357.

## Descrizione
L'antica torre medioevale insisteva sulla parte destra del palazzo dell'Orologio, dove è anche presente una lapide che ne ricorda il triste episodio che l'ha resa famosa. Da dentro l'arco si possono ancora vedere dei resti di una parete dell'antica torre. La parte sinistra dell'edificio invece era il Palazzo del Capitano del popolo. 
Attualmente l'intero edificio ospita la biblioteca della Scuola Normale Superiore.

### Museo
Dal 2016 è stato aperto uno spazio museale dedicato proprio alla torre del Conte Ugolino con ingresso direttamente dalla piazza. Dall'interno del palazzo dell'Orologio è possibile apprezzare i muri superstiti della torre e un percorso storico del conte Ugolino accompagnato dai versi della Divina Commedia di Dante.

## Galleria d'immagini

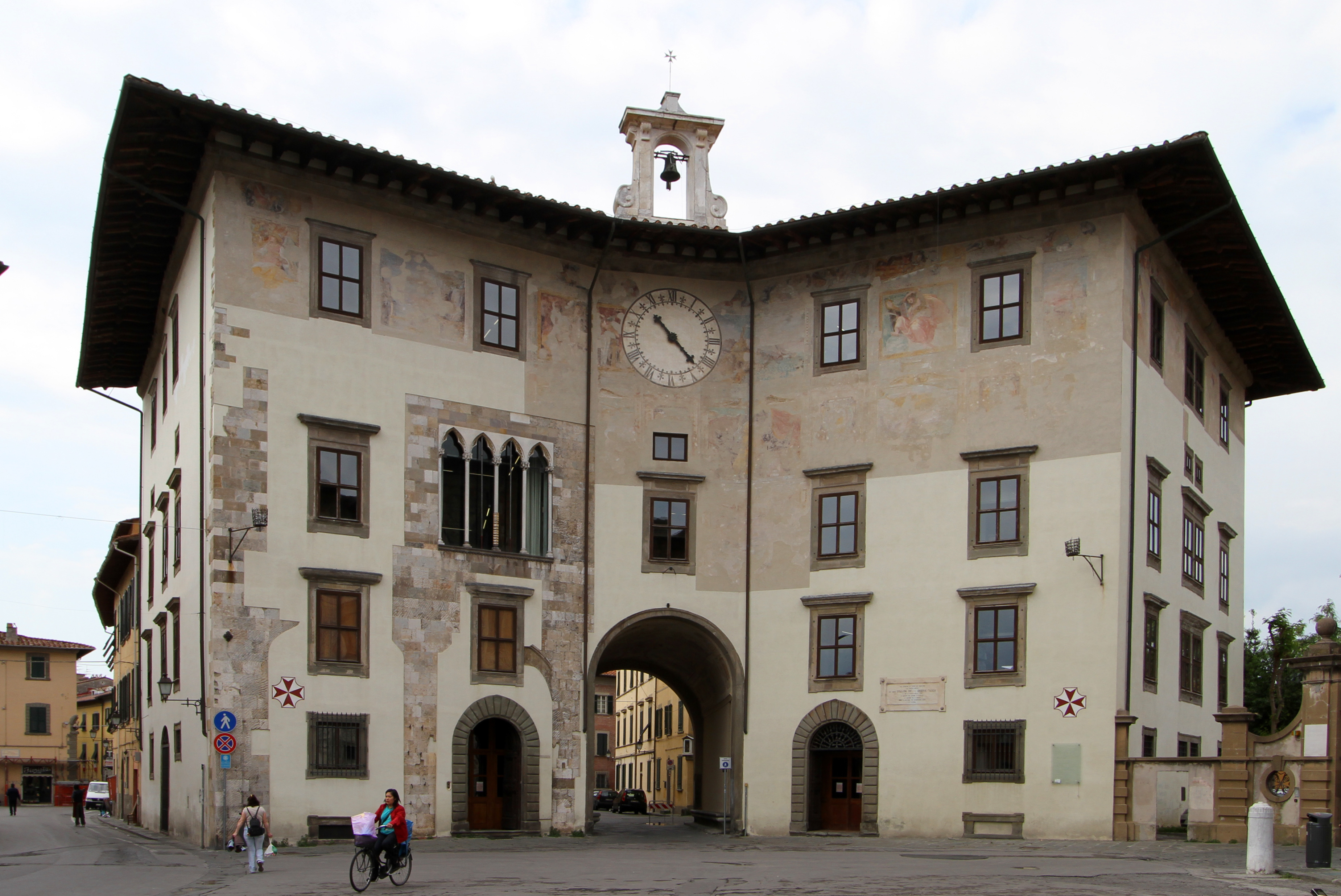
Palazzo dell'Orologio
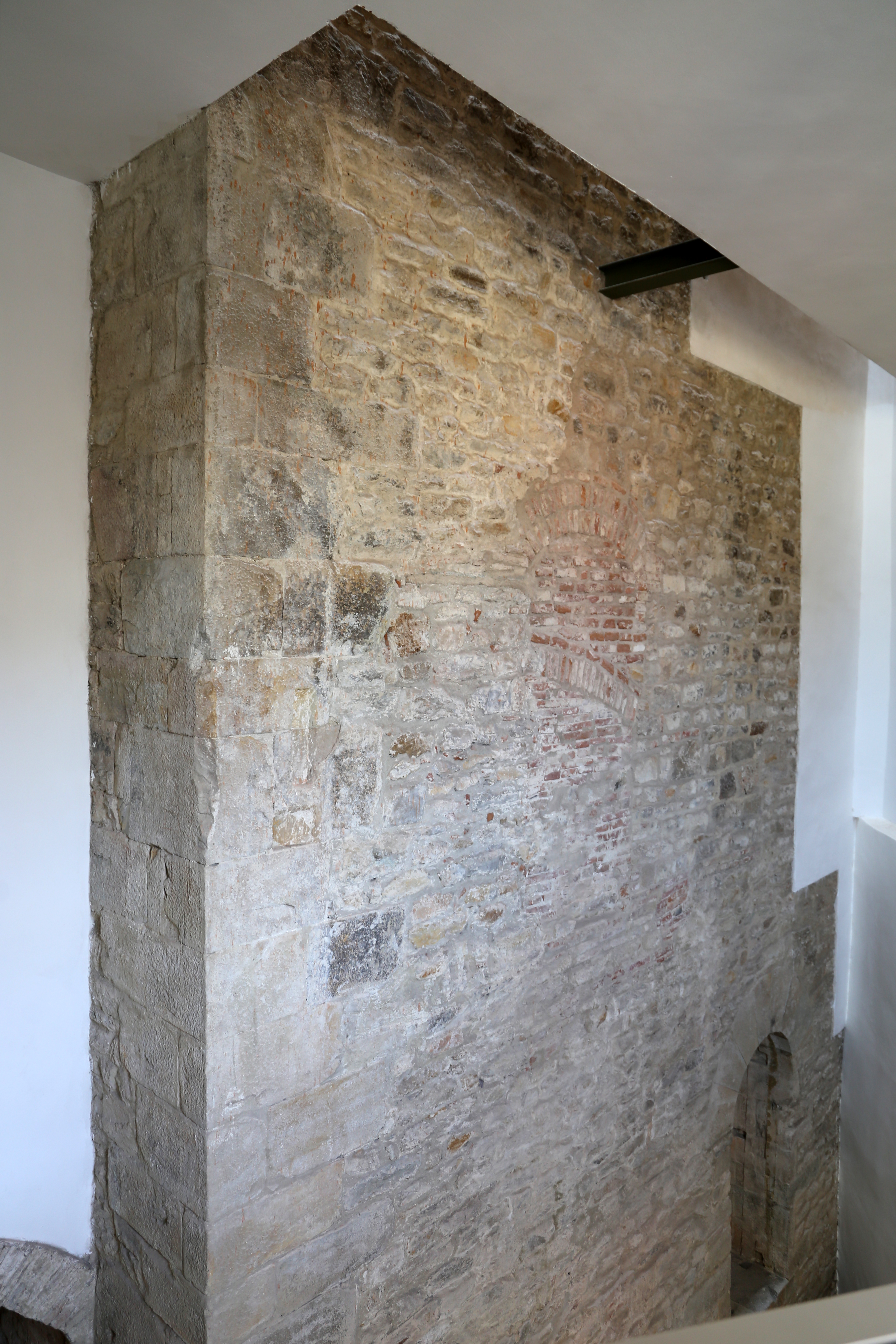
Resti della torre all'interno del palazzo dell'Orologio
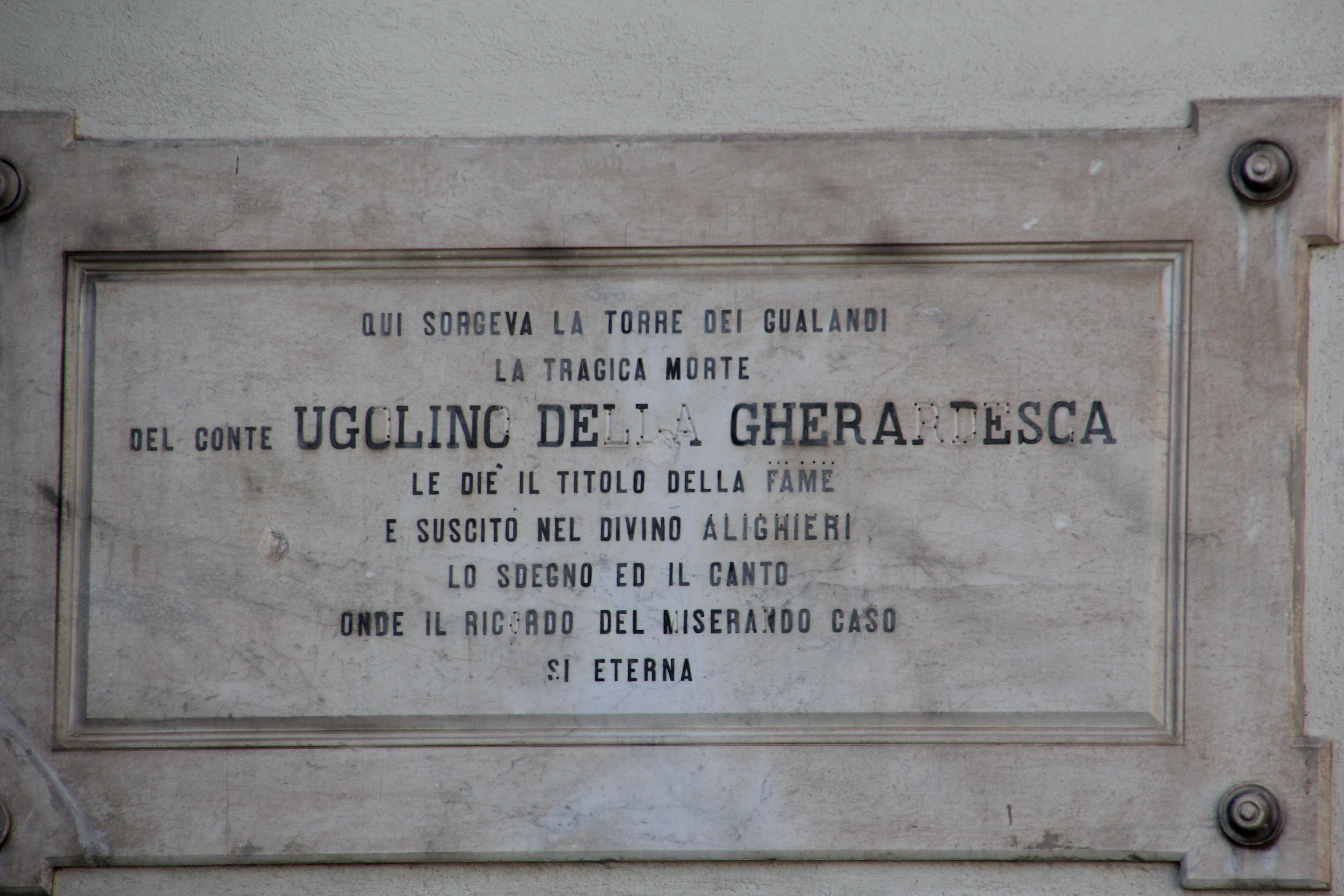
Iscrizione